# Нік Пауелл
Нік Пауелл (англ. Nick Powell, нар. 23 березня 1994, Кру) — англійський футболіст, півзахисник клубу «Стокпорт Каунті».

## Клубна кар'єра
Народився 23 березня 1994 року в місті Кру. Вихованець футбольної школи клубу «Кру Александра», куди прийшов у віці п'яти років. Його дебют за клуб відбувся 19 серпня 2010 року в матчі Другої ліги проти «Челтнем Тауна», який закінчився поразкою з рахунком 3:2. Він вийшов на заміну в другому таймі, змінивши Клейтона Доналдсона. На той момент йому було 16 років і він став другий наймолодшим футболістом, який коли-небудь грав за «Кру» в такому ранньому віці. Загалом провів у рідному клубі два сезони, взявши участь у 55 матчах чемпіонату, забивши 14 голів.
1 липня 2012 року за 6 млн. фунтів офіційно став гравцем «Манчестер Юнайтед». Він отримав футболку з номером «25», під яким виступав у своєму колишньому клубі, а колишній власник цього номера в складі «червоних дияволів» Антоніо Валенсія отримав номер 7. 21 липня 2012 року Пауелл зіграв свій перший матч за «Юнайтед», вийшовши на заміну в другому таймі товариського матчу проти клубу «Аякса» (Кейптаун). Чотири дні по тому він вийшов у стартовому складі в товариському матчі з «Шанхай Шеньхуа». Його офіційний дебют за клуб відбувся 15 вересня 2012 року, коли він вийшов на заміну Раяна Гіггза в матчі четвертого туру Прем'єр-ліги проти «Вігана»; у цьому ж матчі Нік відзначився забитим м'ячем. Втім у чемпіонському сезоні 2012/13 зіграв лише 6 ігор в усіх турнірах і основним гравцем не став і в останній день трансферного вікна 2013 року Пауелл на правах оренди перейшов в «Віган Атлетік», який опустився до того часу в Чемпіоншип. 3 жовтня Нік зробив дубль у матчі Ліги Європи проти «Марибора» і приніс «латікс» першу перемогу в єврокубках за всю історію клубу.
Наступний сезон 2014/15 Пауелл знову розпочав у «Манчестер Юнайтед», але зігравши лише одну гру у Кубку ліги, ще до закриття трансферного вікна 2 вересня був відданий в оренду в «Лестер Сіті». Втім за «лисів» зіграв до кінця року лише у трьох іграх, тому вже 27 грудня повернувся до Юнайтед, за який до кінця сезону так і не зіграв. У наступному розіграші 2015/16 теж не був основним, втім зіграв по одній грі у Прем'єр-лізі та Лізі чемпіонів, а 1 лютого 2016 року був відданий в оренду в «Галл Сіті», де теж не був основним і до кінця оренди зіграв лише 5 ігор. У червні 2016 року після повернення в «Манчестер Юнайтед», Пауелл покинув клуб на правах вільного агента.
12 липня 2016 року підписав трирічний контракт з клубом «Віган Атлетік». 13 квітня 2017 року, вийшовши на заміну на 66-й хвилині матчу Чемпіоншипу проти «Барнслі», зробив хет-трик і допоміг своїй команді здобути вольову перемогу з рахунком 3:2. Станом на 28 жовтня 2018 року відіграв за клуб з Вігана 62 матчі в національному чемпіонаті.

## Виступи за збірні
З 2009 року виступав у складі юнацької збірної Англії. У 2011 році з командою до 17 років взяв участь у юнацькому чемпіонаті Європи та чемпіонаті світу. Всього взяв участь у 28 іграх на юнацькому рівні, відзначившись 7 забитими голами.
Протягом 2012—2013 років залучався до складу молодіжної збірної Англії. На молодіжному рівні зіграв у 2 офіційних матчах.

## Статистика виступів

### Статистика клубних виступів
| Сезон                         | Команда                       | Чемпіонат                     | Чемпіонат | Чемпіонат | Національний кубок | Національний кубок | Національний кубок | Континентальні кубки | Континентальні кубки | Континентальні кубки | Інші змагання | Інші змагання | Інші змагання | Усього | Усього |
| Сезон                         | Команда                       | Ліга                          | Ігор      | Голів     | Ліга               | Ігор               | Голів              | Ліга                 | Ігор                 | Голів                | Ліга          | Ігор          | Голів         | Ігор   | Голів  |
| ----------------------------- | ----------------------------- | ----------------------------- | --------- | --------- | ------------------ | ------------------ | ------------------ | -------------------- | -------------------- | -------------------- | ------------- | ------------- | ------------- | ------ | ------ |
| 2010–11                       | «Кру Александра»              | 2Л (IV)                       | 17        | 0         | КА+КЛ              | 1+0                | 0                  | -                    | -                    | -                    | ТФЛ           | 0             | 0             | 18     | 0      |
| 2011–12                       | «Кру Александра»              | 2Л (IV)                       | 38+3      | 14+1      | КА+КЛ              | 1+1                | 0                  | -                    | -                    | -                    | ТФЛ           | 1             | 1             | 44     | 16     |
| Усього за «Кру Александра»    | Усього за «Кру Александра»    | Усього за «Кру Александра»    | 55+3      | 14+1      |                    | 3                  | 0                  |                      | -                    | -                    |               | 1             | 1             | 62     | 16     |
| 2012–13                       | «Манчестер Юнайтед»           | ПЛ                            | 2         | 1         | КА+КЛ              | 0+2                | 0                  | ЛЧ                   | 2                    | 0                    | -             | -             | -             | 6      | 1      |
| 2013–14                       | «Віган Атлетік»               | Ч (ІІ)                        | 31        | 7         | КА+КЛ              | 3+1                | 2+0                | ЛЄ                   | 6                    | 3                    | -             | -             | -             | 41     | 12     |
| 2014–15                       | «Манчестер Юнайтед»           | ПЛ                            | 0         | 0         | КА+КЛ              | 0+1                | 0                  | -                    | -                    | -                    | -             | -             | -             | 1      | 0      |
| 2014–15                       | «Лестер Сіті»                 | ПЛ                            | 3         | 0         | КА+КЛ              | -                  | -                  | -                    | -                    | -                    | -             | -             | -             | 3      | 0      |
| 2014–15                       | «Манчестер Юнайтед»           | ПЛ                            | 0         | 0         | КА+КЛ              | 0                  | 0                  | -                    | -                    | -                    | -             | -             | -             | 0      | 0      |
| 2015–16                       | «Манчестер Юнайтед»           | ПЛ                            | 1         | 0         | КА+КЛ              | 0+0                | 0+0                | ЛЧ                   | 1                    | 0                    | -             | -             | -             | 2      | 0      |
| Усього за «Манчестер Юнайтед» | Усього за «Манчестер Юнайтед» | Усього за «Манчестер Юнайтед» | 3         | 1         |                    | 3                  | 0                  |                      | 3                    | 0                    |               | -             | -             | 9      | 1      |
| 2015–16                       | «Віган Атлетік»               | Ч (ІІ)                        | 3         | 0         | КА+КЛ              | 2+0                | 0+0                | -                    | -                    | -                    | -             | -             | -             | 5      | 0      |
| Усього за кар'єру             | Усього за кар'єру             | Усього за кар'єру             | 95+3      | 22+1      |                    | 12                 | 2                  |                      | 9                    | 3                    |               | 1             | 1             | 120    | 29     |

## Титули і досягнення
- Чемпіон Англії (1):

«Манчестер Юнайтед»: 2012–13
- Володар Суперкубка Англії з футболу (1):

«Манчестер Юнайтед»: 2013